# Раконда Рассела
Раконда Рассела (лат. Raconda russeliana) — вид морских лучепёрых рыб семейства Pristigasteridae. Распространены в тропических водах восточной части Индийского и западной части Тихого океана. Достигают длины 19 см.

## Описание
Тело удлинённое, сильно сжато с боков, покрыто мелкой, легко опадающей циклоидной чешуёй. В латеральных рядах 60—68 чешуек. Нижний профиль тела сильно выпуклый. По брюху проходит киль с 33—38 килевыми чешуйками. Глаза большие. Рот косой, направлен вверх. Нижняя челюсть выдаётся вперёд. Верхняя челюсть короткая, её окончание не достигает вертикали, проходящей через центр глаза. Нет зубчатой гипомаксиллы между задним концом предчелюстной кости и медиальным отростком верхнечелюстной кости. Зубы на челюстях мелкие или миниатюрные. Верхняя челюсть с заметной выемкой посередине. На нижней части первой жаберной дуги 23—27 жаберных тычинок. Спинной плавник отсутствует. Верхние лучи грудных плавников удлинённые. Нет брюшных плавников. Анальный плавник длинный с 81—93 мягкими лучами, начинается от вертикали, проходящей через середину тела. Хвостовой плавник маленький, выемчатый. За жаберными крышками есть выраженное чёрное пятно.
Максимальная длина тела 19 см. По данным других авторов могут достигать длины 24,5 см.

## Биология
Морские пелагические рыбы. Обитают в прибрежных водах, заходят в эстуарии. Питаются ракообразными (копеподы и креветки).

## Ареал
Распространены в Индийском океане от восточного побережья Индии вдоль побережья Юго-Восточной Азии до Мьянмы, Сингапура и Суматры. В западной части Тихого океана встречаются в Яванском море и  Южно-китайском море (Сиамский залив).